# Editora Europa
A Editora Europa é uma editora brasileira fundada em 1986 e que publica regularmente revistas temáticas, além de guias, livros ilustrados e literatura. A editora é responsável pela publicação da obra "O Melhor do Fotojornalismo Brasileiro", com mais de dez edições, e que se transformou numa referência da produção do fotojornalismo brasileiro, revelando talentos fora do eixo Rio-São Paulo-Brasília.

## Publicações
Dentre as publicações da Editora Europa, constam:
- CD-ROM Fácil
- Fotografe Melhor
- Mundo dos Super-Heróis
- NGamer Brasil
- OLD!Gamer